# زولتان فاركاس
زولتان فاركاس (بالمجرية: Farkas Zoltán)‏ هو لاعب كرة قدم مجري في مركز الوسط، ولد في 7 أكتوبر 1989 في Marcali ‏ في المجر. لعب مع نادي فاساس.

## وصلات خارجية
- زولتان فاركاس على موقع قاعدة بيانات كرة القدم.إي يو (الإنجليزية)
- زولتان فاركاس على موقع Soccerway.com (الإنجليزية)